# SK Dynamo České Budějovice
SK Dynamo České Budějovice je češki nogometni klub iz grada České Budějovice. Trenutačno se natječe u češkoj drugoj ligi.

## Vanjske poveznice
- Službene stranice